# Velvičija
Velvičija (лат. Welwitschia, кои. kharos ili khurub, афр. tweeblaarkanniedood, dam. nyanka, her. onyanga) je rod monotipskih golosemenica koji sadrži samo karakterističnu Welwitschia mirabilis, endemsku u Namib pustinji u Namibiji i Angoli. Biljka je obično poznata samo kao velvičija.
Velvičija je jedini živi rod porodice Welwitschiaceae i reda Welwitschiales, u razdelu Gnetophyta. Neformalni izvori obično navode biljku kao „živi fosil”.

## Ime
Velvičija je dobila ime po Austrijskom botaničaru i doktoru Friedrich Welwitschu, koji je prvi Evropljanin koji je opisao biljku 1859-e u Angoli. Welwitsch je bio toliko fasciniran biljkom, da „nije mogao ništa sem da kleči i zuri u nju, pola u strahu da bi samo dodir pokazao da je biljka tek plod njegove mašte” Joseph Dalton Hooker iz Linnean Society of London, je opisao vrstu koristeći se Welwitschovim opisom i prikupljenim materijalima, kao i radom umetnika Thomas Bainesa koji je nezavisno oslikao biljku u Namibiji.
Welwitsch je predložio da se rod nazove Tumboa jer je mislio da je njeno lokalno ime, tumbo. Hooker je pitao Welwitscha za dozvolu da ipak nazove rod Welwitschia. Welwitsch je pristao, i obezbedio neke dobro očuvane materijale, na osnovu kojih je Hooker ostvario značajan pomak u određivanju botaničkih afiniteta biljke. Taksonomija Welwitschia se kasnije promenila, sa razvojem novih klasifikacionih sistema, međutim njena savremena taksonomska klasifikacija je u principu ista kao originalna Hookerova klasifikacija.
Većina botaničara je smatrala da je Welwitschia zaseban monotipski rod u monotipskoj porodici pa čak i u redu.  Najsavremeniji sistemi svrstavaju Welwitschia mirabilis u svoju zasebnu porodicu Welwitschiaceae u Gnetales redu golosemenica 

## Biologija
Nakon klijanja, klica proizvodi dva kotiledona koji rastu 25-35 mm u dužinu. Vene na ovom lišću se račvaju u svim smerovima. Potom iz ivice dvokrilne drvenaste krune izrastaju dva prava lista. Trajni listovi su naspramni (pod pravim uglom u odnosu na kotiledone), amfistomatični (proizvode stomate na obe strane lista), sa paralelnim venama i imaju trakast oblik. Ubrzo nakon pojave pravog lišća, tvorno tkivo odumire i meristematska aktivnost se seli na ivicu krune.
Dva trajna lista rastu kontinualno iz osnobnog meristema i mogu doseći dužinu od 4 m. Vrhovi listova se kidaju i odvajaju u nekoliko trakastih sekcija prema deformacijama drvenaste krunice, a takođe i usled vetra i spoljnih ozleda. Najveći primerci mogu narasti do 1,5 m visine, ali obim listova koji dodiruju pesak može biti veći od 8 m.
Velvičija ima izdužen plitak koren koji se sastoji od  „osovinskog korena koji se sužava sa jednim ili više dodataka koji se ne sužavaju, od kojih neki proizvode bočno korenje, i mrežu tankih sunđerastih korenova” i drvenasto vlaknasto i nerazgranato glavno stablo. Korenje doseže dubinu približno jednaku rasponu živih listova. Glavno stablo se sastoji od nerazgranate drvenaste krunice oblika izvrnutog konusa. Jedino granjanje se javlja u reproduktivnim granama, koje daju strobile (šišarke).
Vrsta je dvopolna, sa posebnim muškim i ženskim biljkama. Oprašivanje obavljaju insekti, uključujući mušice i riličare. Buba koja se najčešće sreće na Velvičiji je članica porodice Pyrrhocoridae, Probergrothius angolensis, ali njezina uloga u oprašivanju nije potvrđena. Ređe, ose i pčele takođe obavljaju oprašivanje Velvičije. Bar neki od oprašivača su privučeni nektarom koji proizvode i muške i ženske strobile (šišarke).
Velvičija je svrstana u CAM biljke uprkos nekim kontradiktornim i zbunjujućim podacima. Zbunjujući aspekti su npr to što se CAM metabolizam vrlo slabo ispoljava, i nije jasno zašto je to slučaj, i to je dovelo do kasnog otkrivanja da Velvičija uopšte i koristi ovaj metabolički put.
Starost pojedinih biljaka je vrlo teško odrediti, ali su mnoge biljke verovatno stare preko 1000 godina. Neke su verovatno stare i preko 2000 godina. Pošto Velvičija ima samo jedan par trajnih listova, mislilo se da je biljka neotenska, te da predstavlja samo „gigantsku klicu.” Istraživanje je ipak pokazalo da njena anatomija ne zadovoljava ideju o gigantskoj klici. Tačnije je misliti da biljka ima svoju neobičnu morfologiju usled toga što je u ranoj fazi izgubila svoj vršni meristem.

## Rasprostranjenost i habitat
Velvičija je endemska u Kaokoveld Pustinji, koa se nalazi unutar Namib Pustinje. Populacija je rasprostranjena južno od Bentiaba Reke u južnoj Angoli, pa do Kuiseb Reke u Namibiji, i do oko 100 km od obale. Oblast je izuzetno suva: obala prema merenjima skoro da uopšte nema padavine, dok manje od 100 mm kiše padne godišnje ispod eskarpe u vlažnom periodu od Februara do Aprila. Populacije imaju tendenciju da se grupišu pored privremenih vodenih tokova, što pokazuje da biljke zavise i od podzemnjih voda kao i od precipitacije usled magle.

## Kultivacija
Welwitschia mirabilis lako raste iz semena. Seme se ponaša ortodoksno, što će reći da se seme može jako dugo čuvati na odgovarajuće niskoj vlažnosti i temperaturi. Velvičija seme prirodno ima nizak sadržaj vode kada sazri.
Uklanjanje opne sa semena pospešuje proces klijanja. Nakon sadnje seme je potrebno održavati vlažnim do dve nedelje, ali ne potopljene u vodu; po nekim merenjima ovo ometa proces klijanja. Seme iz divljine je često vrlo kontaminirano sporama gljivice Aspergillus niger var. phoenicis, što rezultira time da satrule ubrzo nakon klijanja.
Gljivični inokulum inficira rastuće kupice W. mirabilis u ranoj fazi razvoja, i nagli skok u infekciji se javlja nakon što se na šišarkama izluče kapi nektara; kroz ove kapi gljivične spore mogu da dobiju pristup semenu koje se razvija.  To znači da semena u divljini mogu biti razorena gljivičnom aktivnošću i pre nego što se u celosti razviju. Semena iz botaničkih bašti i sličnih izvora su mnogo čistija i znatno je manja verovatnoća da će satruliti. Fungicid tebukonazol može biti koristan u suzbijanju manje A. niger infekcije.

## Održanje
Populacija Velvičije u divljini je zadovoljavajuća trenutno. Biljke u Angoli su bolje zaštićene od onih u Namibiji, usled velike rasprostranjenosti nagaznih mina u Angoli, što otežava pristup kolekcionarima.
Iako Welwitschia mirabilis nije trenutno ugrožena, jer ima veliku populaciju rasprostranjenu preko velike teritoije, njezin status se ipak ne smatra za siguran; nove jedinke se javljaju retko, a rast postojećih je spor, dok je habitat, iako je prostran, limitiran na samo jednu, kompaktnu i ekološki limitiranu i osetljivu oblast. Izuzetna dugovečnost Velvičije pospešuje opstanak vrste uprkos periodima nepogodnim za reprodukciju, ali ne pomaže u situacijama direktne opasnosti, kao što su preterana paša i bolesti. Gljivična infekcija ženskih šišarki značajno smanjuje vijabilnost semena, što dodatno smanjuje prirodno nisku pojavu novih jedinki. Druge opasnosti uklnjčuju ozlede usled vozila koja se kreću van puta, kolekcionarstvo divljih biljaka i preterana ispaša zebri, nosoroga, i domaćih životinja.

## Poklisarstvo
Biljka se nalazi nacionalnom grbu Namibije ispod štita.

## Galerija
- Najveća poznata Velvičija, znana kao „Velika Velvičija”, visoka je 1.4 m i ima preko 4 m u obimu.
- Krunica Velvičije iz koje izrastaju listovi
- Mlada Velvičija
- Ženska biljka
- Ženska Velvičija počinje da oslobađa seme
- Šišarke krupni plan
- Na iglicama se skupljaju kapi slatkog nektara, koje privlače bube oprašivača
- Detalj zrelih ženskih šišarki nakon rasipanja semena
- Detalj muške biljke i šišarki
- Osoba stoji pored Velvičija biljke zarad prikaza veličine
- Velvičija kultivisana u Huntington Library i botaničkoj bašti
- Velvičija u skamenjenoj šumi Khorixas (Namibia)
- Nimfe i odrasla Velvičija buba (Probergrothius angolensis)
- Seme
- Welwitschia mirabilis – Toulouse Museum of Natural History
- Grb Namibije, prikazuje Velvičiju na dnu.
- Friedrich Welwitsch

## Spoljašnje veze
- Gymnosperm database: Welwitschia
- Ecology & Evolutionary Biology Conservatory
- The Welwitschia Page: photos of Welwitschia in the wild
- Welwitschia mirabilis Архивирано на веб-сајту  (19. фебруар 2008)
- Bihrmann's Welwitschia growing project
- „So What If It's Ugly? It Just Keeps On Going ...”